# 竹内正昭
竹内 正昭 (たけうち まさあき、1961年4月12日 - )  は、自転車メカニック、アウトドアショップ経営者、作家、専門学校講師。
自転車、トライアスロン 、アウトドアのショップ兼フレームビルディング 工房、BIKE&HIKEの創業者。

## 経歴
明治大学卒業。明治大学大学院修士課程修了。米国UBI(United bicycle institute)修了。ドイツBelufs schule修了。
シーメンス株式会社、日系企業を経て、米国UBI(United bicycle institute)修了後、2001年東京都世田谷区深沢にBIKE&HIKEを創業。日本体育大学トライアスロン部およびコーチ(JTU/日本トライアスロン連合強化指定選手)のメカニックに就任。
2006年からは山本良介選手のメカニックとなり、2008年北京オリンピック出場に貢献する。デュアスロンシリーズ戦カーフマンのメカニックとなり、2005年から5大会デュアスロン世界選手権にメカニック、チームリーダーとして帯同。
実業団ロードチーム、BHじてんしゃの杜KHSを宇都宮じてんしゃの杜と共同で立ち上げる(スポンサーKHS)。ジャパンカップを狙うため合併しセレーノじてんしゃの杜BH(スポンサーFELT)となり、現在は三浦恭資監督のもとミュールゼロとなる。
自転車ロードレース映画、しゃかりきのメカニックを担当。同時にレースシーンに必要な選手をトライアスロン部や実業団ロードチームから動員する。
日本体育大学自転車競技部のメカニック、メカニカルコーチとして、東日本、全日本学生TT、インカレ、日本選手権(ロード、TT、トラック)に帯同する。
自転車関連を中心に著書、雑誌記事(バイシクルクラブ、サイクルスポーツ、自転車日和)を執筆。誰でもできる自転車メンテナンス(山と渓谷社)、 走りが変わるロードバイクの本(山と渓谷社)、関東周辺スポーツサイクリングコースガイド(山と渓谷社)、東京周辺ロードバイクトレーニングコースガイド(山と渓谷社)、東京自転車散歩、神奈川自転車散歩(山と渓谷社)、スポーツ自転車を100%楽しむ本(山と渓谷社)、トライアスロン完走BOOK(成美堂出版)、企業内研修にすぐ使えるケーススタディ(日本経団連出版)
2012年より東京サイクルデザイン専門学校講師。
2015年よりフレームビルディング を開始。ロード、グラベルロード、ミニベロ、タンデム、リカンベント、ワーキングバイク、他のオーダー自転車を設計、製造している。
2019年より&HIKE (アンドハイク)として、アウトドア、キャンプのアクティピティーを再開する。八ヶ岳に作った清里ベースを中心に活動している。
BIKE&HIKEの店名は。学生時代から自転車と登山が好きで、登山のアプローチに登山口までロードバイクで行ったり、山頂まで担いでいたことが由来。